# Episodi de Il medico di campagna (ventunesima stagione)
La ventunesima stagione della serie televisiva Il medico di campagna è stata trasmessa in anteprima in Germania dalla ZDF tra il 14 settembre 2012 e il 1º febbraio 2013.
| nº | Titolo originale             | Titolo italiano | Prima TV Germania | Prima TV Italia |
| -- | ---------------------------- | --------------- | ----------------- | --------------- |
| 1  | Schwere Geburt               |                 | 14 settembre 2012 |                 |
| 2  | Wie geht eigentlich Familie? |                 | 21 settembre 2012 |                 |
| 3  | Heultage                     |                 | 28 settembre 2012 |                 |
| 4  | Kein Zuckerschlecken         |                 | 5 ottobre 2012    |                 |
| 5  | Wahre Freunde                |                 | 12 ottobre 2012   |                 |
| 6  | Bittere Wahrheiten           |                 | 19 ottobre 2012   |                 |
| 7  | Die Zerreißprobe             |                 | 26 ottobre 2012   |                 |
| 8  | Blinde Flecken               |                 | 2 novembre 2012   |                 |
| 9  | Falsch gewickelt             |                 | 9 novembre 2012   |                 |
| 10 | Eine Frage des Vertrauens    |                 | 16 novembre 2012  |                 |
| 11 | Bitteres Ende                |                 | 4 gennaio 2013    |                 |
| 12 | Zitterpartie                 |                 | 11 gennaio 2013   |                 |
| 13 | Amtshilfe                    |                 | 18 gennaio 2013   |                 |
| 14 | Den eigenen Weg gehen        |                 | 25 gennaio 2013   |                 |
| 15 | Himmlische Zeichen           |                 | 1º febbraio 2013  |                 |